# Yeşilhisar
Yeşilhisar là một huyện thuộc tỉnh Kayseri, Thổ Nhĩ Kỳ. Huyện có diện tích 1008 km² và dân số thời điểm năm 2007 là 17658 người, mật độ 18 người/km².